# 327082 Tournesol
327082 Tournesol è un asteroide della fascia principale. Scoperto nel 2004, presenta un'orbita caratterizzata da un semiasse maggiore pari a 2,9997838 UA e da un'eccentricità di 0,0437065, inclinata di 12,14299° rispetto all'eclittica.